# Stella Rimington
Stella Rimington (Londres, 13 de mayo de 1935-3 de agosto de 2025), cuyo nombre de nacimiento es Stella Whitehouse, fue una agente y escritora británica.

## Biografía
Stella Whitehouse nació en Londres. Estudió literatura inglesa en la Universidad de Edimburgo. Fue la primera mujer en ser directora del MI5, el servicio de seguridad británico, que principalmente se dedica a la seguridad interna del país, desde el 1992 a 1996. Luego ha trabajado en Mark&Spencer y BG Group. Es también autora de varias novelas policiales, varias de las cuales están disponibles en español.
Contrajo matrimonio con John Remigton en 1961 y fueron padres de dos hijas. La pareja luego se separó.

## Libros
- 2004, La invisible (ISBN 0-09-179996-1)
- 2006, El topo. (ISBN 0-09-180024-2)
- 2007, Acción ilegal. (ISBN 0-09-179722-5)
- 2008, Línea muerta. (ISBN 978-1-84724-310-2)
- 2009, Presente peligroso. (ISBN 978-1-84724-994-4)
- 2011, Rip Tide. (ISBN 978-1-4088-1112-2)
- 2012, The Geneva Trap.